# Laquenexy

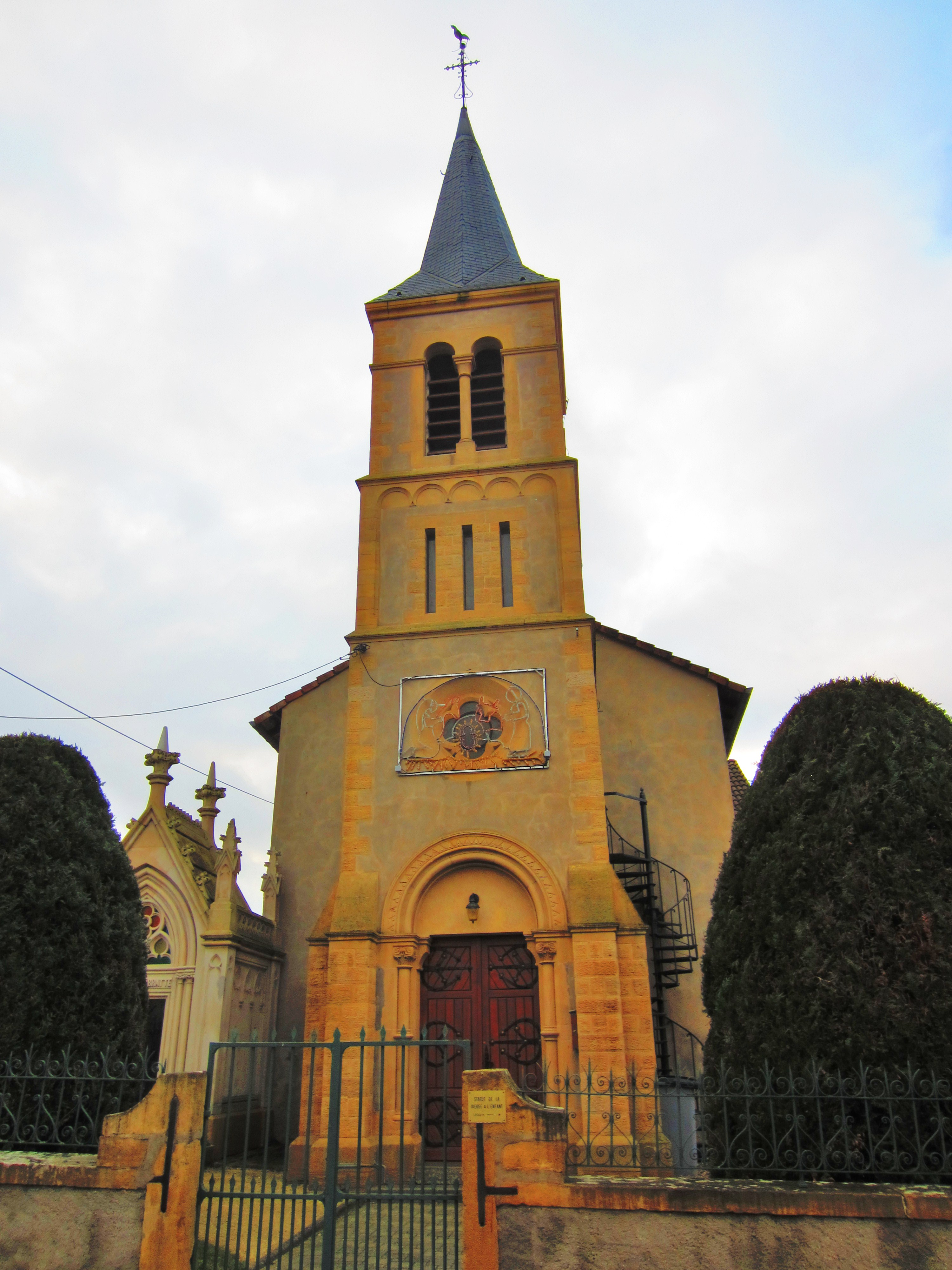
Kirche St. Maximin

Laquenexy ist eine französische Gemeinde mit 1254 Einwohnern (Stand 1. Januar 2022) im Département Moselle in der Region Grand Est (bis 2015 Lothringen). Sie gehört zum Arrondissement Metz.

## Geographie
Laquenexy liegt in Lothringen, nahe bei der Französischen Nied, etwa zehn Kilometer südöstlich der Metzer Innenstadt und drei Kilometer westlich von Pange, auf einer Höhe zwischen 215 und 270 m über dem Meeresspiegel. Das Gemeindegebiet umfasst 9,08 km².

## Geschichte
Der Ort wurde 1266 erstmals als La Cunesie und La Cunesi erwähnt. Die Ortschaft gehörte früher zum Bistum Metz.
Durch den Frankfurter Frieden vom 10. Mai 1871 kam die Region an das deutsche Reichsland Elsaß-Lothringen, und das Dorf wurde dem Landkreis Metz im Bezirk Lothringen zugeordnet. Die Dorfbewohner betrieben Getreide- und Gemüsebau.
Nach dem Ersten Weltkrieg musste die Region aufgrund der Bestimmungen des Versailler Vertrags 1919 an Frankreich abgetreten werden und wurde Teil des Département Moselle.
Im Zweiten Weltkrieg war die Region von der deutschen Wehrmacht besetzt.
In den Jahren von 1915 bis 1918 sowie von 1940 bis 1944 trug Laquenexy den eingedeutschten Namen Kenchen.
In Lacquenexy befand sich ab 1904 eine Obst- und Weinbau-Versuchsstation. Die heutigen Obstgärten von Laquenexy („Garten der Aromen“) sind Teil des Projekts „Jardins sans limites“.

### Demographie
| Jahr      | 1962 | 1968 | 1975 | 1982 | 1990 | 1999 | 2007 | 2019 |
| Einwohner | 314  | 366  | 447  | 746  | 781  | 942  | 979  | 1220 |